# Burning up
Burning Up e' un singolo del 1995 di Taleesa
Scritto da Taleesa stessa e rilasciato nell'estate del 1995 il brano ottenne un ottimo riscontro arrivando al 16º posto in Italia, diventando il 98° singolo più venduto del 1995.
Il CD singolo del brano contiene una versione solo voce e chitarra intitolata unplugged mix